# 細橋駅
細橋駅（セギョえき）は、大韓民国忠清南道牙山市にかつて存在した韓国鉄道公社長項線の駅である。

## 歴史
- 1967年6月1日：開業[1]。
- 1974年6月1日：廃止[2]。